# Gerda Weiler
Gerda Weiler (* 24. Dezember 1921 in Berlin; † 6. Oktober 1994 in Freiburg im Breisgau) war eine deutsche Psychologin und Pädagogin.

## Leben und Werk
Mit Hilfe ihrer Lehrer und gegen den Widerstand ihres Vaters besuchte sie eine weiterführende Schule, machte Abitur, heiratete und bekam eine Tochter, die nach 1 ½ Jahren starb. Ihr Mann starb in sowjetischer Gefangenschaft. In der Nachkriegszeit ließ sich Gerda Weiler in Frankfurt zur Lehrerin ausbilden und übte diesen Beruf, der sie und ihre inzwischen geborene zweite Tochter ernährte, ab 1948 in Limburg aus. 1951 heiratete sie ein zweites Mal und gebar drei weitere Kinder. Gemeinsam mit ihrem Mann führte sie nun ein Hotel in Todtmoos im Schwarzwald. Später gaben die Eheleute das Hotel auf und siedelten nach Breitnau um.
Gerda Weiler studierte in Freiburg Psychologie und war dort in der evangelischen Erwachsenenbildung tätig. Seit 1975 gehörte sie der Freiburger Frauenbewegung an. 1977 gründete sie gemeinsam mit zwei anderen Frauen den Verein „Frauen lernen gemeinsam“. Es handelte sich dabei um eine Art Volkshochschule für Frauen mit einem auf Frauen ausgerichteten Konzept; dies ohne Lehrer- und Schülerverhältnisse, in Form des gemeinsamen Lernens.
Im Jahre 1984 löste sich der Verein auf. Gerda Weiler begann nun, sich in die Matriarchatsforschung einzuarbeiten. Im Laufe der Zeit wurde sie, neben Heide Göttner-Abendroth, die bedeutendste Matriarchatsforscherin in Deutschland. Gerda Weiler entdeckte die Andersartigkeit von Kulturen, in denen weibliche Lebenszusammenhänge bestimmend und die weibliche Kultmacht im Dienst der „großen Göttin“ prägend war. Ihr erstes Buch zu diesem Themenkreis erschien 1984 unter dem Titel Ich verwerfe im Lande die Kriege. Das verborgene Matriarchat im Alten Testament. In ihm führte sie die Erzväter- und Familiengeschichten der Genesis auf altorientalische Ritualtexte und Mythen zurück, die der Göttin als Himmelskönigin gewidmet waren. In ihrem Buch deckte Gerda Weiler die Spuren der ehemaligen Göttin-Verehrung auf, die durch die Veränderungen und Umschreibungen im Laufe der Entwicklung des Judentums nicht vollständig verwischt werden konnten. Diese Interpretation brachte Gerda Weiler viel Kritik ein, insbesondere den Vorwurf des Antijudaismus sowie Antisemitismus. Nach einer eingehenden Analyse dieser Vorwürfe entdeckte Gerda Weiler nicht nur deren patriarchale Missdeutung, sondern auch noch Überbleibsel eigener patriarchaler Denkvorgaben, die sie mit ihrem Buch aufdecken wollte. Hilfreich war ihr dabei die Auseinandersetzung mit der Archetypenlehre von C. G. Jung und Erich Neumann, deren patriarchale Wurzeln sie in ihrem Werk Der enteignete Mythos 1985 offenlegte und als männlich-patriarchale Projektionen auf das Weibliche klassifizierte. Gerda Weiler formulierte daraufhin die Einsichten und Erkenntnisse ihres ersten Buches um und veröffentlichte es mit einem ausführlichen Nachwort zu den Kritiken 1989 unter dem Titel Das Matriarchat im Alten Israel.
1990 erschien eine weitere biblische Spurensuche unter dem Titel Ich brauche die Göttin. Zur Kulturgeschichte eines Symbols. Sie untersuchte dazu die Geschichte von Juda und Tamar und zeigte auf, dass sich hinter all den Ungereimtheiten dieser Geschichte der Mythos der Palmengöttin mit ihrem Ziegenbock verbirgt. Die Spuren dieses Symbols – die Palmengöttin und ihr Bock – verfolgte sie weiter durch die Jahrhunderte und fand sie u. a. in der Vorhalle des Freiburger Münsters in der Gestalt der Voluptas mit einem Ziegenfell um die Schultern.
In ihren beiden letzten Büchern Eros ist stärker als Gewalt und Der aufrechte Gang der Menschenfrau, einer feministischen Anthropologie, wandte sich Gerda Weiler unter anderem dem Thema Biologie zu. Gerda Weiler entkräftete den Mythos von der angeblichen Dominanz des Männlichen und versuchte nachzuweisen, dass die kulturellen Schöpfungen der Frühgeschichte nicht das ausschließliche Werk des Mannes sind. Der aufrechte Gang, die menschliche Sprache sowie die Befreiung ihrer Sexualität von der Brunst sind Kulturleistungen der Frau.
Aufgrund ihrer Bücher war Gerda Weiler im deutschsprachigen Raum sehr bekannt. Sie reiste durch die ganze Bundesrepublik und die Schweiz zu Vorträgen, insbesondere an evangelische Akademien und feministische Einrichtungen. Auch im Hörfunk war sie präsent (z. B. in der Sendung Aula und im Schulfunk). Im österreichischen Fernsehen trat sie zusammen mit Luisa Francia auf. Immer wieder erschienen Buchbesprechungen von ihr, insbesondere über Bücher von Frauen in verschiedenen Zeitschriften.